# سیستول

سیستول بطنی

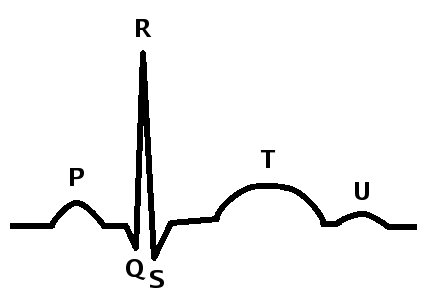
بخش‌هایی از منحنی QRS. سیستول بطنی در موج QRS و سیستول دهلیزی در موج P آغاز می‌شود.

سیستول (به انگلیسی: Systole) به فرایند انقباض قلب گفته می‌شود. این اصطلاح درحقیقت مربوط به انقباض بطن چپ می‌باشد. در جریان سیستول٬ لایهٔ ماهیچه قلب (میوکارد) بر اثر دریافت پیام‌های الکتریکی سامانهٔ عصبی خودگردان٬ پاسخ خود را به شکل انقباض بیان می‌کند.
به حالت انبساط قلب، دیاستول گفته می‌شود.
هنگام سمع قلب فاصله بین صدای اول و صدای دوم قلبی (S2) با زمان سیستول قلب مطابقت دارد و این زمان به طور طبیعی کوتاهتر از زمان بین صدای دوم و اول (دیاستول) است.
وهمچنین:
دیاستول و سیستول قلب به طور متناوب انجام می شود.و در هر چرخه قلب با خون سیاهرگ ها پر و سپس منقبض می شود(دیاستول) و خون را به سراسر بدن می فرستد.

## اصطلاح‌شناسی
قلب پستانداران دارای چهار حفره است: دهلیز چپ و دهلیز راست که به ترتیب از طریق دریچه میترال (یا دو لختی) و دریچه سه لتی به هم متصل می شوند. دهلیزها به عنوان حفره های خون گیرنده عمل می کنند، در حالی که بطن ها اتاق های تخلیه هستند. در طول دیاستول دیررس بطنی، اتاق‌های دهلیزی منقبض می‌شوند و خون را به بطن‌ها می‌فرستند که سپس با خون پر می‌شود و فشار ایجاد می‌شود و باعث بسته شدن دریچه‌ها می‌شود. این منجر به انقباض هم حجمی می شود، جایی که بطن ها در حالی که همه دریچه ها بسته هستند منقبض می شوند.
در طی سیستول قلبی، مرحله اول شامل انقباض عضله قلب در پاسخ به یک محرک الکتروشیمیایی است که به پایان می رسد و به مرحله دوم منتقل می شود. در مرحله دوم، خون اکسیژن دار از بطن چپ از طریق دریچه آئورت و آئورت به تمام سیستم های بدن پمپ می شود، در حالی که به طور همزمان خون فاقد اکسیژن از بطن راست از طریق دریچه ریوی و شریان ریوی به ریه ها پمپ می شود. این فرآیند به ترتیب متناوب تکرار می شود، دهلیزها برای تغذیه خون به بطن ها منقبض می شوند و بطن ها برای پمپاژ خون از قلب منقبض می شوند. حجم خون پمپ شده توسط بطن ها در یک دقیقه، که به عنوان برون ده قلبی شناخته می شود، یک شاخص مهم برای عملکرد قلب است، همانطور که حجم خون پمپ شده تقسیم بر حجم کل خون در بطن چپ است که به عنوان کسر جهشی شناخته می شود.

## انواع سیستول

### سیستول دهلیزی
سیستول دهلیزی که در اواخر دیاستول بطنی رخ می دهد، شامل انقباض میوکارد دهلیز چپ و راست می شود که باعث کاهش فشار بطنی می شود و اجازه می دهد دریچه های دهلیزی (دریچه های میترال و سه لتی) باز شوند. در طی این فرآیند، گرادیان فشار بین دهلیز و بطن دست نخورده باقی می‌ماند و دریچه‌های آئورت و ریوی را بسته نگه می‌دارد در حالی که دریچه‌های دهلیزی بطنی باز می‌مانند. در حالی که انقباض دهلیزی بخش کوچکی را به پر شدن بطن اضافه می کند، اهمیت آن در هیپرتروفی بطن چپ، جایی که بطن در طول دیاستول خود به طور کامل شل نمی شود، افزایش می یابد. اختلالات در هدایت الکتریکی طبیعی در قلب، مانند اختلالاتی که در فیبریلاسیون دهلیزی، فلوتر دهلیزی و بلوک کامل قلب مشاهده می شود، می تواند سیستول دهلیزی را به طور کامل از بین ببرد.
دپلاریزاسیون که توسط موج P ECG نشان داده می شود، باعث انقباض دهلیزها می شود. دهلیزها از ناحیه فوقانی به سپتوم دهلیزی منقبض می شوند و در نتیجه فشار داخل دهلیزها افزایش می یابد و خون از طریق دریچه های دهلیزی باز به داخل بطن ها پمپاژ می شود. در شروع سیستول دهلیزی، در طی دیاستول بطنی، بطن ها تقریباً 70 تا 80 درصد ظرفیت را با جریان از دهلیزها پر می کنند. انقباض دهلیزی، همچنین به عنوان "ضربه دهلیزی" شناخته می شود، 20 تا 30 درصد باقی مانده از پر شدن بطن را تکمیل می کند. سیستول دهلیزی تقریباً 100 میلی ثانیه طول می کشد و قبل از سیستول بطنی به پایان می رسد، زیرا عضله دهلیزی به دیاستول باز می گردد. 
دو بطن از نظر الکتریکی و بافت شناسی توسط لایه های بافت همبند به نام اسکلت قلب از دو اتاق دهلیزی جدا می شوند. این لایه ها از بافت همبند متراکمی تشکیل شده اند که سپتوم دهلیزی و حلقه های فیبری را تشکیل می دهند که به عنوان پایه دریچه های قلب عمل می کنند. مسیرهای الکتریکی که دهلیزها و بطن‌ها را به هم متصل می‌کنند توسط امتداد کلاژن از حلقه‌های دریچه مهر و موم می‌شوند و از تأثیر فعالیت الکتریکی دهلیزها بر بطن‌ها جلوگیری می‌کنند. این مکانیسم فایروال به تنظیم ضربان قلب از طریق مداخلات دارویی، مانند دیگوکسین، آنتاگونیست‌های گیرنده بتا آدرنرژیک یا مسدودکننده‌های کانال کلسیم، که معمولاً برای کنترل ضربان قلب استفاده می‌شوند، کمک می‌کند. افرادی که مستعد انعقاد بیش از حد هستند در معرض خطر بیشتری برای ایجاد لخته های خون هستند، یک بیماری جدی که در صورت عدم درمان به درمان ضد انعقاد مادام العمر نیاز دارد.

#### سیستول دهلیزی راست و چپ
دهلیزهای قلب حاوی دریچه هایی هستند که جریان خون را در طول چرخه قلبی تسهیل می کنند. دریچه سه لتی در دهلیز راست و دریچه میترال در دهلیز چپ به ترتیب در هر اتاق وجود دارد و در طی مراحل خاصی از دیاستول به داخل بطن ها باز می شود. هنگامی که بطن ها در طول سیستول دهلیزی پر از خون می شوند، دریچه های هر اتاق بسته می شوند که نشان دهنده پایان دیاستول و شروع سیستول است. متغیر زمان برای هر چرخه سیستولیک از باز شدن دریچه تا بسته شدن اندازه گیری می شود و این مرحله نشان دهنده پایان دیاستول و آغاز چرخه قلبی بعدی است.

#### فیبریلاسیون دهلیزی
فیبریلاسیون دهلیزی یک بیماری شایع قلبی است که با تمرکز خارج از رحم در تنه‌های ریوی در رقابت با گره سینوسی دهلیزی برای کنترل الکتریکی اتاق‌های دهلیزی مشخص می‌شود. این امر تولید هماهنگ فشار را در دو اتاق دهلیزی مختل می کند و در نتیجه یک توده دهلیزی دارای اختلال الکتریکی اما پرفیوژن خوب به طور ناهماهنگ با سیستول بطنی نسبتاً سالم کار می کند. بار به خطر افتاده ناشی از فیبریلاسیون دهلیزی عملکرد کلی قلب را کاهش می دهد و منجر به بدتر شدن بالقوه کسر جهشی 10 تا 30 درصد می شود. فیبریلاسیون دهلیزی اصلاح نشده می تواند منجر به ضربان قلب نزدیک به 200 ضربه در دقیقه شود که می تواند تا محدوده طبیعی حدود 80 ضربان در دقیقه کاهش یابد تا توانایی پمپاژ قلب بازیابی یا بهبود یابد. در افراد مبتلا به فیبریلاسیون دهلیزی کنترل نشده، تنفس سخت می تواند از طریق کاردیوورژن الکتریکی یا پزشکی به حالت عادی برگردد.

### سیستول بطنی و نمودار ویگر
نمودار ویگرز توالی انقباضات بطنی توسط میوکارد هر دو بطن را نشان می دهد. در طی سیستول بطنی، فشار در هر دو بطن چپ و راست از فشار در دو اتاق دهلیزی بالاتر می رود و باعث بسته شدن دریچه های سه لتی و میترال می شود. ماهیچه‌های تاندینه و پاپیلاری از وارونگی دریچه‌ها جلوگیری می‌کنند. پس از این، فشار بطنی در یک فاز هم حجمی به افزایش خود ادامه می دهد تا زمانی که به حداکثر فشار خود برسد و باعث باز شدن دریچه های ریوی و آئورت در مرحله جهش می شود. در طول این مرحله، به دلیل اختلاف فشار بین دو ناحیه فشار، خون از هر دو بطن از طریق آئورت و تنه ریوی جریان می یابد.

#### سیستول بطن راست و چپ
دریچه ریوی در بطن راست به تنه ریوی باز می شود که به عنوان شریان ریوی نیز شناخته می شود، این دریچه به دو شاخه تقسیم می شود که از طریق گردش خون ریوی، خون ضعیف شده از اکسیژن را به ریه ها می رساند. به طور همزمان، دریچه آئورت در بطن چپ به داخل آئورت باز می شود، که به چندین شریان شاخه ای تقسیم می شود که خون اکسیژن دار را از طریق گردش خون به تمام سیستم های بدن تامین می کند.
سیستول بطن راست خون را از طریق دریچه ریوی پمپ می کند، در حالی که سیستول بطن چپ خون را از طریق دریچه آئورت و تمام شریان ها پمپ می کند و خون اکسیژن دار را به تمام سیستم های بدن می رساند. سیستول بطن چپ فشار خون را در شریان های بزرگتر بطن چپ اندازه گیری می کند.
کسر جهشی بطن چپ (LVEF) و کسر جهشی بطن راست (RVEF) برای تعیین عملکرد بطن ها استفاده می شود. RVEF بالاتر از حد طبیعی نشان دهنده فشار خون ریوی است. متغیرهای زمانی سیستول های بطنی عبارتند از: بطن راست، دریچه ریوی - باز تا دریچه بسته. بطن چپ، دریچه آئورت باز تا دریچه بسته.

### سیستول الکتریکی
گره سینوسی دهلیزی (S-A) که در نزدیکی بالای دهلیز راست قرار دارد، به عنوان ضربان ساز طبیعی قلب عمل می کند و سیگنال های الکتریکی را منتشر می کند که عضله قلب را تحریک می کند تا به صورت چرخه ای منقبض شود. گره S-A یک ساختار کوچک و زرد کم رنگ است که شامل دو نوع سلول است: سلول‌های P کوچک و گرد با اندامک‌ها و میوفیبریل‌های کمی، و سلول‌های انتقالی دراز که در ظاهر بین سلول‌های P و میوکارد قرار دارند. گره S-A به طور پیوسته سیگنال‌های الکتریکی معروف به ریتم سینوسی را تخلیه می‌کند، که سپس در گره دهلیزی بطنی ادغام می‌شوند و در یک پالس الکتریکی ریتمیک سازماندهی می‌شوند که از طریق کانال‌های یونی سدیم، پتاسیم یا کلسیم به بطن‌ها می‌رسد.
تخلیه الکتریکی ریتمیک مداوم حرکات موج مانندی را در میوکارد ایجاد می کند و باعث می شود انقباضات ریتمیک از بالا به پایین قلب پیشرفت کنند. همانطور که نبض از دهلیزها به بطن ها حرکت می کند، در سراسر یک شبکه عضلانی پخش می شود و باعث انقباضات همزمان هر دو حفره بطنی می شود. سرعت چرخه توسط سیگنال هایی از مغز تنظیم می شود که شرایط مختلف بدن از جمله درد، استرس، سطح فعالیت و شرایط محیطی مانند دما و زمان روز را در نظر می گیرد.

### سیستول مکانیکی
در طی سیستول الکتریکی، تکانه‌های الکتریکی کانال‌های سدیم، پتاسیم و کلسیم در سلول‌های میوکارد را باز می‌کنند که منجر به افزایش سطح کلسیم درون سلولی و تعامل اکتین و میوزین می‌شود و در نتیجه انقباض عضلانی ایجاد می‌شود. این نیروی مکانیکی یا فشار سیستولیک باعث ایجاد جریان خون در هر دو سیستم گردش خون ریوی و آئورت می شود. نیروهای مکانیکی سیستول را می توان از طریق معاینه بصری لمس یا مشاهده کرد، که روش هایی را برای اندازه گیری فشار خون سیستولیک ایجاد کرده است. انقباض ماهیچه ها همچنین باعث چرخش حول محورهای بلند و کوتاه می شود که می توان آن را به عنوان "چرخش" بطن ها مشاهده کرد.

## نماد بالینی
فشار خون با استفاده از فشار سیستولیک و دیاستولیک که با یک / از هم جدا می شوند، برای مثال 120/80 میلی متر جیوه نشان داده می شود. این نماد یک شکل ریاضی نیست، بلکه یک نماد پزشکی است که دو قرائت فشار خون بالینی قابل توجه (سیستول و دیاستول) را نشان می دهد. علاوه بر این، یک عدد سوم، ضربان قلب (بر حسب ضربان در دقیقه)، اغلب پس از خواندن فشار خون نشان داده می شود که معمولاً به طور همزمان اندازه گیری می شود.